# آندریا ریکا
آندریا ریکا تابوادا (انگلیسی: Andrea Rica Taboada؛ متولد ۷ دسامبر ۱۹۸۴) یک زن تکواندوکار اسپانیایی است.